# Peromyia cassa
Peromyia cassa är en tvåvingeart som beskrevs av Jaschhof 2001. Peromyia cassa ingår i släktet Peromyia och familjen gallmyggor. Inga underarter finns listade i Catalogue of Life.